# Kupwara
Kupwara (en cachemir: कुप्वारा ) es una localidad de la India capital del distrito de Kupwara, en el estado de Jammu y Cachemira.

## Geografía
Se encuentra a una altitud de 1 622 m s. n. m. a 87 km de la capital estatal, Srinagar, en la zona horaria UTC +5:30.

## Demografía
Según estimación 2010 contaba con una población de 31 309 habitantes.